# Gomphia flava
Gomphia flava là một loài thực vật có hoa trong họ Ochnaceae. Loài này được Schumach. & Thonn. mô tả khoa học đầu tiên năm 1827.